# Anthurium napaeum
Anthurium napaeum är en kallaväxtart som beskrevs av Adolf Engler. Anthurium napaeum ingår i släktet Anthurium och familjen kallaväxter. Inga underarter finns listade.